# Sigurd Rosted
Sigurd Rosted (født 22. juli 1994 i Oslo) er en norsk professionel fodboldspiller som spiller for den canadiske klub Toronto FC og for det norske fodboldlandshold
Han bliver beskrevet som en midterforsvarer med ro og forudseenhed i sit spil og er stærk i hovedstødsdueller både offensivt og defensivt. Han er ikke bange for at tage ansvar på og udenfor banen. Rosted begyndte sin karriere i hjemlandet Norge inden han i 2018 skiftede til Belgiske Gent halvandet år senere i 2019 skiftede Rosted til Brøndby IF.

## Klubkarriere

### Ungdom
Rosted spillede ungdomsfodbold Hasle-Løren og Kjelsås

### Sarpsborg
Den 27. Januar 2015 underskrev Rosted en tre årig kontrakt med Sarpsborg 08.
Før han underskrev, var han blevet diagnosticeret med Bechterews sygdom, en type gigt, der hovedsageligt påvirker ryggen, men medicin tillod ham at spille professionelt. Rosted fik sin professionelle debut den 27 september 2015 mod Odds BK.
Rosted spillede 60 kampe for Sarpsborg 08 og scorede 7 mål. Han spillede hele kampen da Sarpsborg tabte 3-2 til Lillestrøm Sportsklubb i den Norske Pokalturnering i 2017.

### Gent
Den 7. januar 2018 underskrev Rosted en tre og et halvt års aftale med den belgiske første division A-side Gent og kostede omkring 10 millioner kr. Den 24. januar fik han sin Gent-debut mod Royal Antwerp i første division A som erstatning i en 1–1 uafgjort, idet han spillede de sidste 45 minutter i stedet for Nana Asare. Han sluttede sæsonen 2017-18 med 8 optrædener for klubben.
Den følgende sæson etablerede Rosted sig som en starter i Gent første hold, spillede 38 kampe og scorede 6 mål i alle konkurrencer. Mod slutningen af sæsonen så han imidlertid mindre spilletid, da Timothy Derijck blev foretrukket i midten af forsvaret.

### Brøndby

#### 2019-2020
Den 27. august 2019 flyttede Rosted til Danmark for at slutte sig til Superliga-klubben Brøndby IF på en fireårig aftale for et uoplyst gebyr, rapporteret at være omkring € 750.000. Ifølge Transfermarkt.
Han debuterede for klubben den 1. september og spillede 90 minutter, da Brøndby tabte 1–0 på udebane for FC Midtjylland i Superligaen. Rosted befandt sig snart som en regelmæssig start i det første hold, hvor han etablerede et partnerskab i det centrale forsvar med andre sommerunderskrivelser, Andreas Maxsø.
Rosted scorede sit første mål for klubben den 7. juni 2020 i et 3-2 tab mod AC Horsens, et hovedstød i det 64. minut. I sin første sæson for Brøndby spillede han 26 kampe i alt, hvor han scorede et mål.

#### 2020-2021
Rosted havde en stærk start på sæsonen 2020-21 og scorede en sidste minuts vinder i en 3-2 hjemmesejr over Nordsjælland. Han fortsatte sin form i derbyet mod FCK og markerede den kontroversielle tidligere Brøndby-spiller Kamil Wilczek. Rosted scorede derefter igen den 2. oktober i en 1–2 ude-sejr over Randers FC, en 14. minuts hovedstød efter hjørnespark fra Jesper Lindstrøm, da han blev kåret til kampens mand af fans bagefter. Hans forestillinger bidrog stærkt til, at Brøndby havde en ubesejret start på sæsonen efter fire kampe; klubbens bedste start i Superligaen i 15 år.
Men måtte se mange af kampene fra bænken resten af sæsonen da Hjörtur Hermannsson blev foretrukket.

## Landsholdskarriere
I 2017 blev Rosted udtaget til det Norske landshold for første gang i sin karriere, som erstatning for den skadede Tore Reginiussen inden venskabskampen mod Sverige den 13 juni. Han spillede sin første internationale kamp den 26. marts 2018 i en venskabskamp mod Albanien hvor han blev skiftet ind i det 63. minut i stedet for Håvard Nordtveit og scorede det eneste mål i en 1-0 sejr.

## Karriere statistikker
| Klub           | Sæson          | Liga                     | Liga  | Liga | Pokal turnering | Pokal turnering | Eurupæisk | Eurupæisk | Total | Total |
| Klub           | Sæson          | Division                 | Kampe | Mål  | Kampe           | Mål             | Kampe     | Mål       | Kampe | Mål   |
| -------------- | -------------- | ------------------------ | ----- | ---- | --------------- | --------------- | --------- | --------- | ----- | ----- |
| Kjelsås        | 2012           | 2. divisjon              | 21    | 2    | 2               | 0               | —         | —         | 23    | 2     |
| Kjelsås        | 2013           | 2. divisjon              | 26    | 2    | 1               | 0               | —         | —         | 27    | 2     |
| Kjelsås        | 2014           | 2. divisjon              | 24    | 5    | 1               | 0               | —         | —         | 25    | 5     |
| Kjelsås        | Total          | Total                    | 71    | 9    | 4               | 0               | —         | —         | 75    | 9     |
| Sarpsborg 08   | 2015           | Eliteserien              | 1     | 0    | 0               | 0               | —         | —         | 1     | 0     |
| Sarpsborg 08   | 2016           | Eliteserien              | 23    | 3    | 3               | 0               | —         | —         | 26    | 3     |
| Sarpsborg 08   | 2017           | Eliteserien              | 27    | 4    | 5               | 0               | —         | —         | 32    | 4     |
| Sarpsborg 08   | Total          | Total                    | 51    | 7    | 8               | 0               | -         | -         | 59    | 7     |
| Gent           | 2017–18        | Belgian First Division A | 8     | 0    | 0               | 0               | —         | —         | 8     | 0     |
| Gent           | 2018–19        | Belgian First Division A | 29    | 5    | 3               | 1               | 5         | 0         | 37    | 6     |
| Gent           | Total          | Total                    | 37    | 5    | 3               | 1               | 5         | 0         | 45    | 6     |
| Brøndby        | 2019–20        | Superliga                | 25    | 1    | 1               | 0               | —         | —         | 26    | 1     |
| Brøndby        | 2020–21        | Superliga                | 19    | 3    | 1               | 0               | —         | —         | 20    | 3     |
| Brøndby        | Total          | Total                    | 44    | 4    | 2               | 0               | —         | —         | 46    | 4     |
| Karriere total | Karriere total | Karriere total           | 203   | 25   | 17              | 1               | 5         | 0         | 225   | 26    |

### Internationale mål
Resultater og mål .
| Nummer | Dato          | Sted                             | Modstander | Score | Resultat | Turnering    |
| ------ | ------------- | -------------------------------- | ---------- | ----- | -------- | ------------ |
| 1.     | 26 marts 2018 | Elbasan Arena, Elbasan, Albanien | Albanien   | 1–0   | 1–0      | Venskabskamp |

## Titler
Superligaen 2020-21 med Brøndby IF.